# Скавина
Скавѝна (на полски: Skawina; на немски: Konradshof) е град в Южна Полша, Малополско войводство, Краковски окръг. Административен център е на градско-селската Скавинска община. Заема площ от 20,50 км2. Част е от Краковската агломерация.

## География
Градът се намира в историческия регион Малополша. Разположен е край двата бряга на река Скавинка, на 19 км югозападно от центъра на Краков.

## История
Градът възниква през 1364 година чрез обединението на селата Писари, Нове Бабице и Старе Бабице от крал Кажимеж III Велики. В периода 1946 – 1998 година е част от Краковското войводство.

## Население
Според данни от полската Централна статистическа служба, към 1 януари 2014 г. населението на града възлиза на 24 260 души. Гъстотата е 1 183 души/км2.

## Градове партньори
- Тетфорд,[2] Англия
- Розтоки,[3] Чехия
- Хюрт, Германия
- Турчянске Теплице, Словакия
- Чивитанова Марке,[4] Италия
- Перемишляни,[5] Украйна